# Conservatorio Giovanni Battista Martini
Il Conservatorio Giovanni Battista Martini (fino al 1945 Liceo musicale) è un istituto superiore di studi musicali fondato a Bologna nel 1804.
È intitolato alla memoria di Giovanni Battista Martini ed è un'istituzione di alta formazione musicale.

## Storia
Nel 1802 viene approvato dalla municipalità di Bologna il progetto di un liceo musicale cittadino all'interno del convento di San Giacomo, che sarà inaugurato il 3 dicembre 1804 come Liceo filarmonico.
Nel 1839 viene nominato "consulente perpetuo onorario" Gioachino Rossini, che all'epoca era tornato a vivere in città. Rossini tenne l'incarico per dieci anni e chiamò come insegnante di pianoforte Stefano Golinelli e alla direzione del liceo Gaetano Donizetti, il quale però non poté accettare.
A seguire il liceo filarmonico fu affidato ai direttori Luigi Mancinelli (1881-86), Giuseppe Martucci (1886-1902) e Marco Enrico Bossi (1902-11). Nel Novecento si alternarono altri illustri direttori: Ferruccio Busoni, Gino Marinuzzi, Franco Alfano, Cesare Nordio.
Nel 1945 l'istituto assume la denominazione di Conservatorio statale, intitolato a Giambattista Martini, e ne è stata ampliata la capienza, arrivando a contenere più di trenta aule.

## Direttori
Dal 1945 ad oggi il conservatorio ha avuto come direttori: Guido Spagnoli a cui toccò l’onore ed onere di riaprire l’Istituto il 6 giugno 1945, Guido Guerrini, Lino Liviabella, Adone Zecchi, Giordano Noferini, Lidia Proietti, Carmine Carrisi, Donatella Pieri, Vincenzo De Felice, Aurelio Zarrelli.